# Wendelin Steinbach
Wendelin Steinbach, auch latinisiert als Wendelinus Stambachus  oder Wendelin von Steinbach, auch in der Schreibweise Stainbach (* 1454 in Butzbach; † 14. Januar 1519 in Tübingen) war ein deutscher Hochschullehrer und Theologe.

## Leben und Wirken
Wendelin Steinbach stammte aus einer bedeutenden Wollunternehmer- und Schöffenfamilie. Wendelin und sein Bruder Heinrich und waren Söhne des 1488 als Schöffe und 1467, 1473 und 1480 als Bürgermeister belegten Henne von Steinbach.
Im Jahr 1473 vermachte Wendelin sein gesamtes Vermögen dem St.-Markus-Stift der Brüder vom gemeinsamen Leben in Butzbach und trat selbst in das Kollegium ein. Der damalige Propst war Gabriel Biel. Biel folgte 1477 dem Ruf Eberhards von Württemberg, der in seiner Residenzstadt Urach nahe der St.-Amandus-Kirche das Uracher Stift der Brüder gründete. Steinbach und sein Bruder gingen mit ihrem Propst und gehörten dem dortigen Stiftskapitel an. Wendelin, der am kanonischem Aufbau ab 1477 mitwirkte, war dann auch als Diakon tätig. Vier Jahre später, am 14. November 1481, wurde er an der Universität Tübingen immatrikuliert; sein Bruder Heinrich hingegen blieb später in der Nachfolge Biels in Urach.
Im Jahr 1481 immatrikulierte er sich an der Universität Tübingen. Gleichzeitig bekleidete er als plebanus die Seelsorgerstelle auf Schloss Hohentübingen, die 1482 zur Pfarrstelle erhoben wurde. Mit Erlaubnis des Grafen Eberhard, dessen Ratgeber und Beichtvater er war, errichtete Steinbach innerhalb des Schlossbezirks ein Studienkolleg. Zusammen mit Martin Plantsch begann er am 27. April 1486 als Baccalaureus biblicus mit exegetischen Vorlesungen an der Universität Tübingen. 1487 promovierte man ihn zum Baccalaureus sententiarius. Im Jahre 1489 verlieh man ihn den Titel eines theologischen Lizentiaten.
Noch im selben Jahr, am 12. Oktober 1489, wurde er neben Konrad Summenhart (um 1458–1502) in Anwesenheit des Landesherrn sowie zahlreicher Gelehrter und Mitglieder des schwäbischen Adels in einem feierlichen Akt zum Doctor theologiae promoviert. Seine Licentia legendi hatte er bereits am 16. Juli 1489 erworben. Steinbach bekleidete insgesamt sechsmal das Amt des Universitätsrektors, so 1490, 1494, 1500 bis 1501, 1507 bis 1508, 1511 bis 1512 und 1515 bis 1516. Er hielt sowohl dogmatische als auch exegetische Vorlesungen und las seit 1510 über das gesamte Corpus Paulinum; mit seinem Lehrer Biel war er bis zu dessen Tod im Jahr 1495 befreundet.
Das Stift St. Peter auf dem Einsiedel im Schönbuch bei Tübingen war ein Kloster der Brüder vom gemeinsamen Leben. Es wurde 1492 gegründet, nach der Stiftsverfassung, die gemeinsam von Biel und Eberhard I. erstellt wurde, sollten im Stift zwölf Kanoniker vom Gemeinsamen Leben unter einem Propst sowie je zwölf adelige und bürgerliche Laienbrüder unter einem adeligen Meister gemeinsam hier leben. Die Brüder trugen einen blauen Mantel, auf dem in Brusthöhe zwei gekreuzte Schlüssel als Petrussymbol unter der päpstlichen Tiara angebracht waren. Die Pröpste des Klosters wurden nach Gabriel Biel, Wendelin Steinbach und der vorreformatorische Theologieprofessor Peter Brun (1463–1553). Nach dem Tod Gabriel Biels im Jahr 1495 folgte Steinbach seinem Lehrer auch in dessen letzter Lebensstation als Propst des Einsiedels nach, er behielt die Propstwürde von St. Peter jedoch nur wenige Jahre. Denn bereits 1498 gab er sie zu Gunsten des aus Kirchheim am Neckar stammenden Bruders Peter Brun auf. Dennoch blieb Steinbach mit dem Stift eng verbunden, denn nach seinem Tod im Januar 1519 wurde er ebenfalls auf dem Einsiedel bestattet.
Nachdem Eberhards zweiter Amtsnachfolger Herzog Ulrich von Württemberg von Papst Leo X. 1516 die Aufhebung der Klöster der Brüder vom gemeinsamen Leben in Württemberg erwirkt hatte, wurde Steinbach aus dem von ihm errichteten Studienkolleg verdrängt.
Seine beiden erhaltenen Bibelkommentare gehören zu den wichtigsten Quellen für das Paulus- und Augustinus-Verständnis am Vorabend der Reformation.
In der akademischen Auseinandersetzung mit Gregor von Rimini veränderte Steinbach seine von Biel übernommenen theologischen Positionen entscheidend und begründete eine eigenständige Gnadenlehre, die zwischen der Spätscholastik und dem radikalen Augustinismus zu vermitteln sucht. Viele seiner Schüler traten später in den reformatorischen Auseinandersetzungen hervor, so etwa Luthers Lehrer Johann Nathin und Johann von Staupitz, aber auch Luthers Gegner Johannes Eck, ferner Johann Oekolampad, Konrad Pellikan und Ambrosius Blarer. Der Nachlass Gabriel Biels und seines Schülers Wendelin Steinbach kamen nach seinem Ableben 1519 wahrscheinlich in das Markusstift nach Butzbach.

## Werke (Auswahl)
- Lectura super canone missae in alma universitate Tuwingensi lecta (Sacri canonis missae tam mystica quam literalis expositio)
- Opera exegetica quae supersunt omnia, herausgegeben von H. Feld, 3 Bände, 1976–87;
- Scriptum in primum librum Sentenciarum (. . . ) Guilhelmi de Ockam (1483)
- Sacri Canonis misse expositio (. . . ) Gabrielis Biel (1488)
- Quaestiones (. . . ) Petri de Ailliaco (1490)
- Tractatus et sermones compilati a (. . . ) Petro de Ailliaco (1490)
- Sermones dominicales (. . . ) Wilhelmi Cancellarii Parisiensis (1498)
- Epithoma expositionis Canonis misse (. . . ) Gabrielis Biel (1499) europeana.eu
- Sacri Canonis misse expositio (. . . ) Gabrielis Biel (1499)
- Sermones (. . . ) Gabrielis Biel 4 Bde., (1499–1500)